# Клотен
Клотен (нем. Kloten) — город в Швейцарии, в кантоне Цюрих.
Входит в состав округа Бюлах. Население составляет 20 000 человек (на 6 декабря 2018 года). Официальный код — 0062.

## География
Клотен находится в Долине Глатт, приблизительно в 10 км к северу от города Цюрих.
Площадь Клотена — 19,3 км². 34,1 % этой территории используется в сельскохозяйственных целях, в то время как 26,7 % покрыто лесами. Из остальных земель, 38,2 % занимают здания и дороги, а остальная часть (1 %) не является продуктивной (реки, ледники или горы).

## Спорт
В городе базируется хоккейный клуб «Клотен Флайерз», пять раз становившийся чемпионом Швейцарской национальной лиги.
В 2000 году прошёл второй чемпионат мира по хоккею с шайбой среди юниоров.
В 2009 году в городе прошли матчи чемпионата мира по хоккею.

## Люди, связанные с городом
- Петер Нильсен (1967—2004) — авиадиспетчер швейцарской авиакомпании «SkyGuide», дежуривший во время авиакатастрофы над Боденским озером и в итоге поплатившийся жизнью.